# Nicolás Gastón Navarro
Nicolás Gastón Navarro (Buenos Aires, Argentina, 25 de marzo de 1985) es un exfutbolista argentino. Jugaba de arquero

## Trayectoria
Crecido en la cantera de Argentinos Juniors, debutó en el primer equipo el 11 de febrero de 2007 frente a Godoy Cruz de Mendoza, sería derrota 2-0 por el Torneo Clausura 2007.
En enero de 2008 fichó por el SSC Napoli italiano, que pagó por él 4,5 millones de euros. Fue el primer guardameta extranjero en la historia del club. En el 2009 fue cedido a préstamo al club argentino River Plate. En julio de 2010 rescindió voluntariamente su contrato con el Napoli y volvió a Argentinos Juniors.
El 5 de julio de 2011 fue transferido al Kayserispor turco.
En julio de 2013 queda libre del Kayserispor turco y es contratado por Tigre por tres años como suplente de Javi García. 
En enero del 2015 se hace oficial su arribo a préstamo por un año a Gimnasia y Esgrima La Plata.
En el mes de enero de 2016, tras evidenciar desacuerdos con la dirigencia del club platense, hace su arribo al Club Atlético San Lorenzo de Almagro.

## Selección nacional
Navarro fue el arquero titular de la Selección de fútbol de Argentina en la Sub-15 (2º puesto). Formó parte de la selección argentina que se coronó campeona del Mundial Juvenil de 2005 en los Países Bajos.
Tras la lesión de Oscar Ustari, tuvo que ser citado de urgencia al seleccionado argentino que se consagró campeón olímpico en Pekín 2008, siendo suplente de Sergio Romero. Plantel que conformaban, entre otros, Lionel Messi, Juan Román Riquelme, Javier Mascherano, Sergio Agüero, Ángel Di María, Ezequiel Lavezzi, Pablo Zabaleta y Fernando Gago.

## Estadísticas

### Clubes
- Actualizado hasta el 14 de septiembre de 2019.

| Club                         | Div.                | Temporada           | Liga  | Liga   | Liga | Copas Nacionales | Copas Nacionales | Copas Nacionales | Torneos Internacionales | Torneos Internacionales | Torneos Internacionales | Total | Total  | Total |
| Club                         | Div.                | Temporada           | Part. | Encaj. | VI.  | Part.            | Encaj.           | VI.              | Part.                   | Encaj.                  | VI.                     | Part. | Encaj. | VI.   |
| ---------------------------- | ------------------- | ------------------- | ----- | ------ | ---- | ---------------- | ---------------- | ---------------- | ----------------------- | ----------------------- | ----------------------- | ----- | ------ | ----- |
| Argentinos Juniors Argentina | 1.ª                 | 2006-07             | 4     | 2      | 3    | -                | -                | -                | -                       | -                       | -                       | 4     | 2      | 3     |
| Argentinos Juniors Argentina | 1.ª                 | 2007-08             | 18    | 18     | 7    | -                | -                | -                | -                       | -                       | -                       | 18    | 18     | 7     |
| Argentinos Juniors Argentina | 1.ª                 | 2010-11             | 32    | 29     | 13   | -                | -                | -                | 8                       | 12                      | 1                       | 40    | 41     | 14    |
| Argentinos Juniors Argentina | Total club          | Total club          | 54    | 49     | 23   | -                | -                | -                | 8                       | 12                      | 1                       | 62    | 61     | 24    |
| Nápoles · Italia             | 1.ª                 | 2007-08             | 3     | 5      | 0    | -                | -                | -                | -                       | -                       | -                       | 3     | 5      | 0     |
| Nápoles · Italia             | 1.ª                 | 2008-09             | 19    | 20     | 7    | 2                | 1                | 1                | 1                       | 2                       | 0                       | 22    | 23     | 8     |
| Nápoles · Italia             | Total club          | Total club          | 22    | 25     | 7    | 2                | 1                | 1                | 1                       | 2                       | 0                       | 25    | 28     | 8     |
| River Plate Argentina        | 1.ª                 | 2009-10             | 4     | 8      | 0    | -                | -                | -                | 1                       | 1                       | 0                       | 5     | 9      | 0     |
| River Plate Argentina        | Total club          | Total club          | 4     | 8      | 0    | -                | -                | -                | 1                       | 1                       | 0                       | 5     | 9      | 0     |
| Kayserispor Turquía          | 1.ª                 | 2011-12             | 29    | 32     | 8    | 2                | 0                | 2                | -                       | -                       | -                       | 31    | 32     | 10    |
| Kayserispor Turquía          | 1.ª                 | 2012-13             | 0     | 0      | 0    | -                | -                | -                | -                       | -                       | -                       | 0     | 0      | 0     |
| Kayserispor Turquía          | Total club          | Total club          | 29    | 32     | 8    | 2                | 0                | 2                | -                       | -                       | -                       | 31    | 32     | 10    |
| Tigre Argentina              | 1.ª                 | 2013-14             | 3     | 3      | 0    | -                | -                | -                | -                       | -                       | -                       | 3     | 3      | 0     |
| Tigre Argentina              | 1.ª                 | 2014                | 0     | 0      | 0    | -                | -                | -                | -                       | -                       | -                       | 0     | 0      | 0     |
| Tigre Argentina              | 2.ª                 | 2020                | 0     | 0      | 0    | -                | -                | -                | -                       | -                       | -                       | 0     | 0      | 0     |
| Tigre Argentina              | Total club          | Total club          | 3     | 3      | 0    | -                | -                | -                | -                       | -                       | -                       | 3     | 3      | 0     |
| Gimnasia La Plata Argentina  | 1.ª                 | 2015                | 29    | 33     | 7    | 3                | 1                | 2                | -                       | -                       | -                       | 32    | 34     | 9     |
| Gimnasia La Plata Argentina  | Total club          | Total club          | 29    | 33     | 7    | 3                | 1                | 2                | -                       | -                       | -                       | 32    | 34     | 9     |
| San Lorenzo Argentina        | 1.ª                 | 2016                | 0     | 0      | 0    | -                | -                | -                | 1                       | 1                       | 0                       | 1     | 1      | 0     |
| San Lorenzo Argentina        | 1.ª                 | 2016-17             | 11    | 5      | 3    | -                | -                | -                | 4                       | 1                       | 1                       | 15    | 6      | 4     |
| San Lorenzo Argentina        | 1.ª                 | 2017-18             | 24    | 18     | 12   | 2                | 2                | 0                | 4                       | 2                       | 4                       | 31    | 22     | 16    |
| San Lorenzo Argentina        | 1.ª                 | 2018-19             | 13    | 17     | 1    | 4                | 4                | 1                | 4                       | 6                       | 1                       | 21    | 27     | 3     |
| San Lorenzo Argentina        | 1.ª                 | 2019-20             | 6     | 7      | 2    | 0                | 0                | 0                | 0                       | 0                       | 0                       | 6     | 7      | 2     |
| San Lorenzo Argentina        | Total club          | Total club          | 54    | 47     | 18   | 6                | 6                | 1                | 13                      | 9                       | 6                       | 74    | 63     | 25    |
| Querétaro · México           | 1.ª                 | 2019                | 7     | 14     | 2    | 1                | 3                | 0                | -                       | -                       | -                       | 8     | 17     | 2     |
| Querétaro · México           | Total club          | Total club          | 7     | 14     | 2    | 1                | 3                | 0                | -                       | -                       | -                       | 8     | 17     | 2     |
| Arsenal Argentina            | 1°                  | 2021                | 0     | 0      | 0    | 0                | 0                | 0                | -                       | -                       | -                       | 0     | 0      | 0     |
| Arsenal Argentina            | Total club          | Total club          | 0     | 0      | 0    | 0                | 0                | 0                | -                       | -                       | -                       | 0     | 0      | 0     |
| Total en su carrera          | Total en su carrera | Total en su carrera | 202   | 211    | 65   | 15               | 11               | 6                | 23                      | 24                      | 7                       | 240   | 247    | 78    |

## Palmarés

### Campeonatos nacionales
| Título              | Club        | Sede    | Año  |
| ------------------- | ----------- | ------- | ---- |
| Supercopa Argentina | San Lorenzo | Córdoba | 2016 |

### Campeonatos internacionales
| Título               | Selección          | Sede    | Año  |
| -------------------- | ------------------ | ------- | ---- |
| Copa Mundial Juvenil | Argentina sub-20   | Utrecht | 2005 |
| Juegos Olímpicos     | Argentina Olímpica | Pekín   | 2008 |